# Johann Andreas Deneys
Johann Andreas Deneys (* 15. Juni 1812 in Bremen; † ?) war ein deutscher Bildhauer.

## Leben

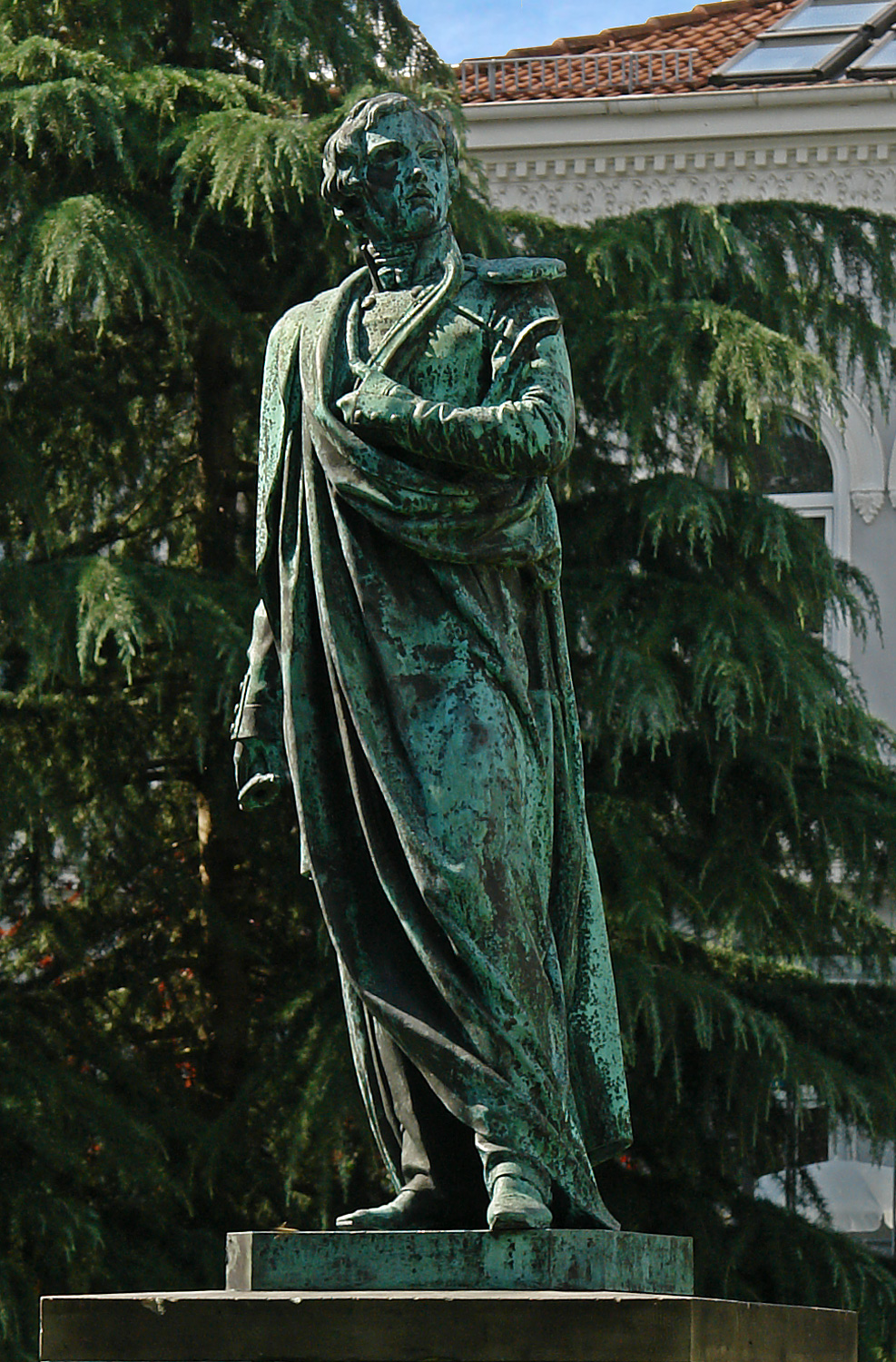
Das von Deneys gestaltete Körner-Denkmal in Bremen.

### Privatleben
Er war der Sohn des Präfekturssergeants Johann Deneys aus Brüssel († 1864) und war mit Emilie Brömme, der Tochter eines in Sankt Petersburg tätigen Mathematiklehrers und Architekten, verheiratet. Das Paar hatte mit Karl, Alexandrine und Emilie drei Kinder.

### Berufliche Laufbahn
Zusammen mit dem knapp ein Jahr jüngeren, ebenfalls aus Bremen stammenden Carl Steinhäuser erlernte er zunächst Stuckateurarbeiten bei dessen Vater, einem Holzschnitzer und Bildhauer. Anschließend zog er nach Braunschweig, wo er Anfang der 1830er Jahre unter Hofbaumeister Carl Theodor Ottmer vielfältige Beschäftigung während der ersten Phase des Baus des Residenzschlosses fand. Bald darauf reiste Deneys nach München. Dort absolvierte er vier Jahre lang eine offizielle Ausbildung bei Ludwig Schwanthaler. 
1836 zog er mit der Empfehlung seines Meisters nach Sankt Petersburg. Bis kurz vor sein Lebensende wirkte er als Bildhauer in den Palästen der russischen Kaiser Nikolaus I. und Alexander II. sowie hochrangiger Adeliger. Darüber hinaus wurde er als „geschickter Fabrikant von ornamentalen Grabdenkmälern für Kirchhöfe“ beschrieben. Seine bekannteste Arbeit in Deutschland ist das bronzene Körner-Denkmal in Bremen, das im November 1865 eingeweiht wurde. Vereinzelt wird jedoch die Vermutung geäußert, dass tatsächlich ein unbekannter russischer Künstler für die Ausführung verantwortlich zeichnete und Deneys lediglich als Kommissionär fungiert habe.